# Damm (Ruppichteroth)
Damm ist ein Ortsteil der Gemeinde Ruppichteroth. Ein Haus am gegenüberliegenden Bachufer gehört zur Gemeinde Much und war früher der eigene Ortsteil Damm (Much).

## Geographie
Der Weiler liegt im Homburger Bröltal. Nachbarorte sind Much-Tüschenbonnen im Norden und Schönenberg im Süden. Der Ort ist über die Landesstraße 350 erreichbar. 
Nordöstlich von Damm lag 1666 der später untergegangene Ortsteil Durchhausen. 1809 hatte der Hof vier katholische Einwohner.

## Geschichte
Der Ort wurde 1336 erstmals erwähnt, als das Kölner Klarenkonvent den damaligen Einzelhof mit der dazugehörigen Wassermühle kaufte. 1809 hatte der Ort 23 katholische Einwohner.
1901 hatte der Weiler 19 Einwohner. Haushaltsvorstände waren Ackerer Wilhelm Gräf, Dachdecker Arnold Lindlahr, Schuster Heinrich Schmitz und Maurer Wilhelm Stommel.
1910 waren für Damm die gleichen Haushalte verzeichnet, aber Wilhelm Gräf als Tagelöhner und Wwe. Arnold Lindlahr als Ackerin.